# ماك ديزدار

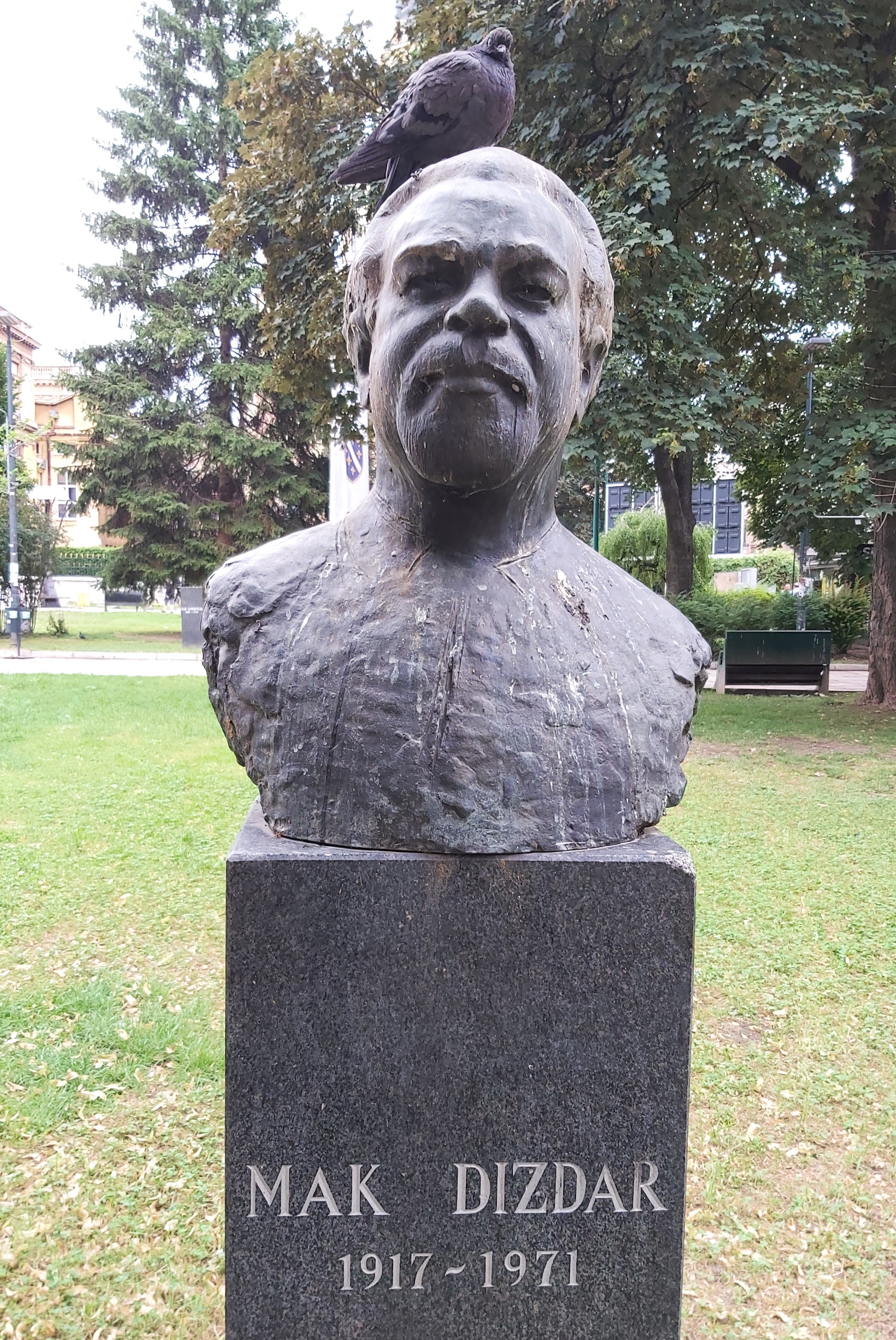

ميخميداليا ديزدار المعروف باسم ماك ديزدار (بالصربية: Mehmed Alija Dizdar) من أعظم الشعراء البوسنيين واليوغوسلافيين في النصف الثاني من القرن العشرين.

## سيرته
ولد في ستولاتس في البوسنة والهرسك في 17 أكتوبر 1917 ودرس فيها في المدرسة الابتدائية. في سنة 1936 انتقل إلى سراييفو حيث أنهى دراسته الثانوية. شارك في حركة الفدائيين الشيوعيين خلال الحرب العالمية الثانية. بعد نهاية الحرب كان رئيس تحرير جريدة التحرير (Oslobođenje)، ثم ترأس عدداً من دور النشر الحكومية. وبعد أن احترف الأدب ترأس اتحاد كتاب البوسنة والهرسك وبقي رئيسه حتى مماته.
عارض ديزدار تأثير اللغة الصربية على البوسنية.
لا تزال أكبر أعماله حجر أساس آداب البوسنة والهرسك حتى بعد تفكك يوغوسلافيا.
حصل ديزدار على جائزة الإكليل الذهبي في سنة 1969.